# Rezerwat przyrody Krępiec
Rezerwat przyrody Krępiec – leśny rezerwat przyrody, częściowy, o powierzchni 273,65 ha, utworzony w 1994 roku. Położony jest we wschodniej części Puszczy Kozienickiej. Obszar leży w zarządzie Lasów Państwowych (obręb Garbatka, leśnictwo Molendy, Nadleśnictwo Zwoleń) na terenie gmin Garbatka-Letnisko i Kozienice w powiecie kozienickim. Na jego terenie znajdują się gajówka i leśniczówka Krępiec – obie mające status części miejscowości Molendy.
W czasie powoływania powierzchnię rezerwatu określono jako 278,96 ha, jednak w 2011 r. wyłączono z niego 4 działki, a nowo obliczona powierzchnia wyniosła wówczas 273,65 ha. Wokół rezerwatu utworzono otulinę o powierzchni 782,46 ha. Obszar rezerwatu podlega ochronie czynnej i krajobrazowej.
Rezerwat utworzono w celu zachowania w stanie możliwie jak najmniej zmienionym urozmaiconego krajobrazu fragmentu Puszczy Kozienickiej z dużą ilością starych drzewostanów bogatym składzie gatunkowym (300-letnie dęby, 100-letnie klony, 160-letnie sosny). Na skarpach potoków Krypianka i Krępiec, których względna różnica wysokości terenu dochodzi do kilkunastu metrów, występuje ciekawa roślinność. Spotkać tu można paprotkę zwyczajną, bluszcz pospolity oraz turzycę odległokłosą.
W Garbatce-Letnisku na odcinku między górnym a dolnym zbiornikiem wodnym występuje przełom wydmowy rzeki Krypianki.

## Powiązanie z innymi obszarami chronionymi
Rezerwat wchodzi w skład Kozienickiego Parku Krajobrazowego, a także dwóch typów obszarów Natura 2000: PLH140035 Puszcza Kozienicka i PLB140013 Ostoja Kozienicka.

## Turystyka
Przez rezerwat przechodzą szlaki turystyczne:
- niebieski: Mniszew – Studzianki Pancerne – Kozienice – Krępiec – Czarnolas – Janowiec
- zielony: Zwoleń – Pionki – Krępiec – Sieciechów – Dęblin – Kock

Kozienicki Park Krajobrazowy nadzoruje również przyrodniczo-krajobrazową ścieżkę dydaktyczną Krępiec znajdującą się na obszarze rezerwatu.